# 段差舗装

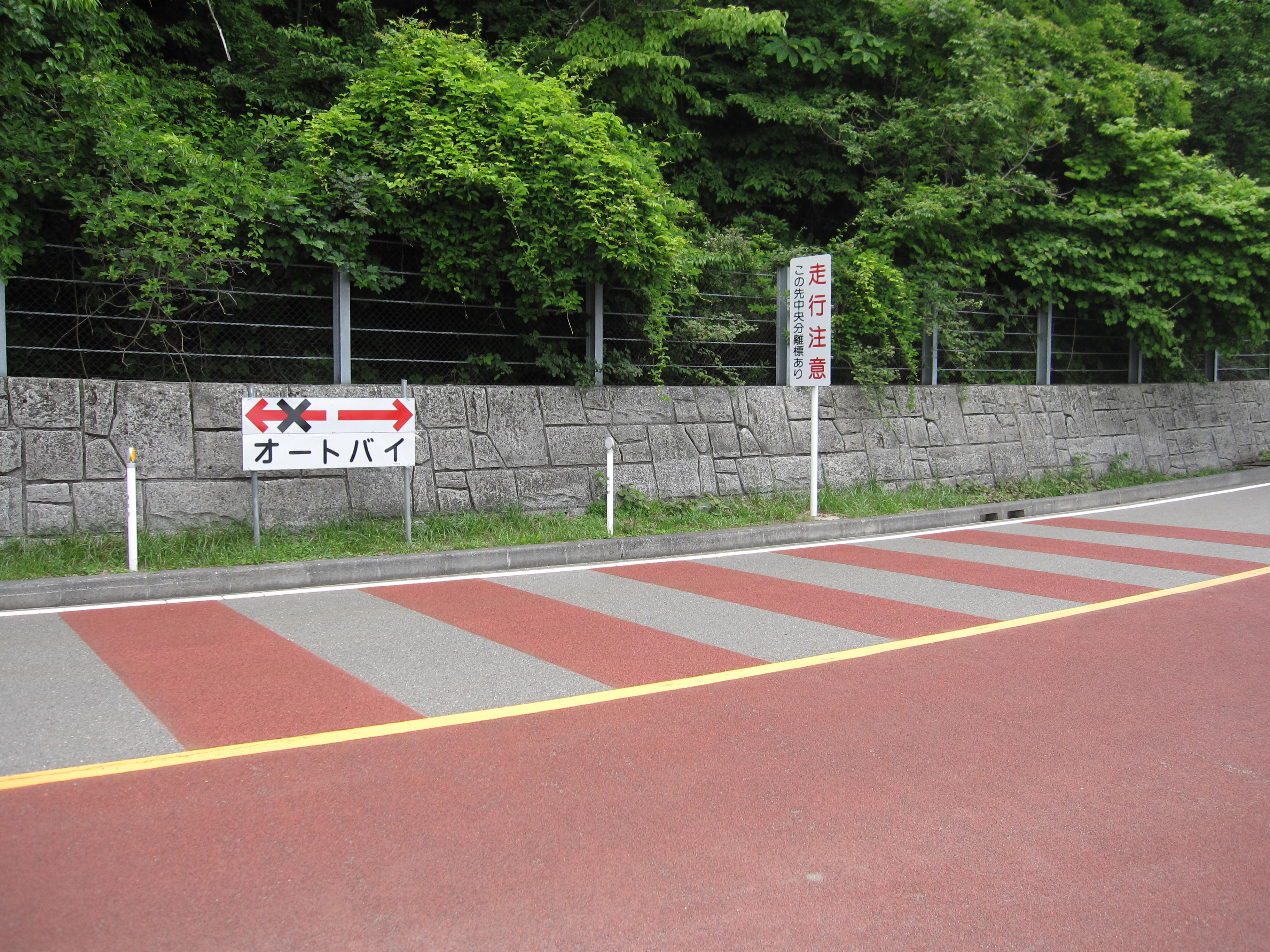
段差舗装の例（奥多摩周遊道路）

段差舗装（だんさほそう）は、舗装面にセラミック等の骨材やシート状の素材を塗布したり、舗装面を盛り上げる・削る等の処理をして、意図的に段差を発生させた舗装である。走行する自動車のドライバーに音と振動を与えることで、走行速度の抑制や、注意喚起を図るために設置される。
カーブ、横断歩道、交差点の手前等、減速や注意喚起が必要な箇所や、峠部等の下り坂での速度抑制のために設けられる。

## 工法
段差を形成させるにはいくつかの工法がある。代表的な方法として、舗装表面に樹脂系接着剤を用いてセラミック等の骨材を塗布する「ニート工法」と呼ばれるものがある。この工法では、塗布する骨材に赤色等の目立つ着色を行うことによって、視覚的な注意喚起を狙う場合も多い。

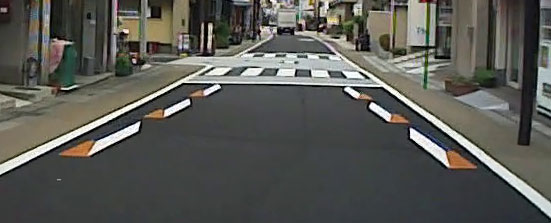
イメージバンプ

この他、類似の効果を期待する方法としては、白色の道路標示（トラフィックペイント）によって、主として視覚的な注意喚起を図る「減速マーク」、舗装表面に細い溝を切ることで、音による注意喚起や路面の排水を狙う「グルービング」、道路の中央線上に鋲を設置し、対向車線にはみ出しそうになった時のみ音と振動を与えて注意喚起を図る「チャッターバー」、道路の中央線部分を削って波状の段差をつけ、チャッターバーと同様の効果を狙った「ランブルストリップス」、住宅地の生活道路等で、路面の一部をカマボコ状に盛り上げることで、速度の抑制を図る「ハンプ」等がある。
グルービングの一種で、溝の幅等を変えることによって様々な音の出るように工夫されたものは「メロディーロード」と呼ばれる。
ハンプの中には、実際には凹凸はないものの、路面に着色することで、目の錯覚を利用してあたかも路面が盛り上がっているかのように見せた「イメージハンプ」と呼ばれるものもある。

## 問題
意図的に段差を形成させていることから、走行時の騒音が大きくなることや、特に二輪車にとっては走行が不安定になり、転倒事故の危険性が高まる恐れがある等の問題も指摘されている。